# Bahnhof Prerow (Dünenlandschaft)
Bahnhof Prerow (Dünenlandschaft) ist ein Gemälde, das die russische Künstlerin Marianne von Werefkin 1911 malte. Das Werk gehört zum Bestand einer Privatsammlung.

## Technik und Maße
Bei dem Gemälde handelt es sich um eine Temperamalerei auf Karton, 56 × 74 cm.

## Ikonographie
Dargestellt ist eine flache baumlose Landschaft mit hohem Horizont. Links im Bild ragt die Hohe Düne von Prerow über den oberen Bildrand hinaus, so dass ihr eigentlicher Gipfel abgeschnitten wird. Vor der Düne erkennt man den Prerower Strom, der zur Darß-Zingster Boddenkette führt. In der Ferne ist ein Boot mit weißem Segel zu sehen, das die Ostsee offensichtlich bei Pramort mit geblähtem Spinnaker verlassen hat und auf dem Prerower Strom landeinwärts segelt.
Im oberen Drittel des Bildes zeigt die Künstlerin den Bahnhof von Prerow mit seiner charakteristisch erhöhten Eingangsarchitektur mit Krüppelwalm. Gerade wird der Bahnhof von einer Dampflokomotive mit vier angehängten Personenwagen der Darßbahn verlassen. Letztere ist eine Nebenbahn, die von der Preußischen Staatseisenbahn betrieben wurde.
Die Bahnstrecke wird begleitet von schwarzen Telegraphenmasten mit weißen Isolatoren, die als Metapher für Energie schlechthin, häufig und gerne insbesondere auch von Jawlensky und Kandinsky gebraucht wurden. Die Isolatoren verbindet ein Telefonkabel.
Der Wind weht von West nach Ost, ersichtlich am Rauch der Lokomotive und der Ausrichtung der Fahne auf der Spitze des Daches des Bahnhofs.
Ein Weg führt auf die beiden Eingänge des Bahnhofs zu. Auf ihm bewegen sich in der Ferne zwei Personen, die das Gebäude fast schon erreicht haben. Eine dritte Person, eine Frau mit langem, gegürteltem Kleid und einer Schute als Kopfbedeckung, eilt ihnen mit großen Schritten nach. Mit ihrer rechten Hand hält sie eine Handtasche.
Ähnlich wie in einem Suchbild versteckte Werefkin zwei weitere Personen an der fensterlosen, dunklen Rückseite des Seitenbaus des Bahnhofs.

## Licht und Schatten
Die Figuren auf dem Weg werfen Schlagschatten als Folge eines Beleuchtungslichts. So auch die drei Pfosten am Wegesrand, ebenso die Pfostenreihe in der Mitte des Geländes. Schatten sind eine ungewöhnliche Erscheinung in einem Gemälde, das dem Expressionismus zuzuordnen ist.
Zweifelsfrei hat Werefkin die Entdeckung, dass das Beleuchtungslicht in der Malerei für ihre Zeit als anachronistisch zu betrachten ist, weit früher gemacht als die Fauves und ihre Kollegen in der Neuen Künstlervereinigung München. Im Zusammenhang mit dem farbimmanenten Licht verwies sie auf die Quellen ihrer Entdeckung, nämlich auf Toulouse-Lautrec und Zuloaga, die wiederum im engen Gedankenaustausch mit anderen Künstlern standen, die Werefkin ebenfalls propagierte, nämlich: van Gogh, Bernard und Gauguin.

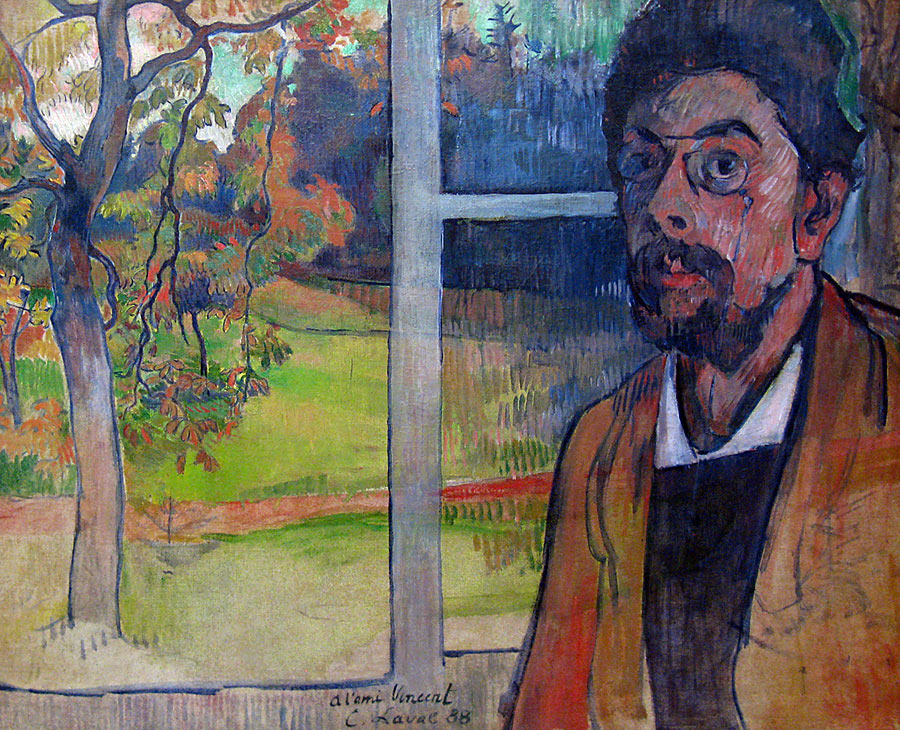
Charles Laval: Selbstporträt

Es scheint so, dass die Diskussion in der modernen Kunst um die Bildwürdigkeit von Licht und Schatten 1888 mit einer Frage von Bernard an Gauguin ihren Anfang nahm: „Sie streiten mit Laval über die Schatten und fragen, ob sie mir nicht völlig Wurst sind. Soweit es sich um Verdeutlichung des Lichtes handelt ja. Sehen Sie sich doch die Japaner an, die doch wunderbar zeichnen können: Welch ein Leben in freier Luft und Sonne ohne Schatten! [...] Ich lehne soweit wie möglich alles ab, was Illusion schafft, und da der Schatten das täuschende Gegenbild der Sonne ist, bin ich geneigt, ihn fortzulassen. Wenn dagegen in Ihrem Bilde der Schatten eine notwendige Funktion erfüllt, so ist das eine ganz andere Sache. [...] Also, mein lieber Bernard, verwenden Sie Schatten, wo Sie es für nötig halten, oder lassen Sie sie fort, es ist ganz gleich, solange Sie sich nicht zum Sklaven des Schattens machen.“ Im Falle des Gemäldes der Werefkin kann man davon ausgehen, dass es sich um eine Szene an einem frühen Morgen bei bedecktem Himmel handelt. Dieser weist Lücken in der Wolkendecke auf, durch die Sonnenstrahlen dringen. So wird die Frontseite des Bahnhofs von der Sonne ausgeleuchtet, während die helle Seite der Düne vom Morgenlicht nur gestreift wird. Die Schatten der Figuren und der Pfosten fallen von Ost nach West.

## Villa Seestern

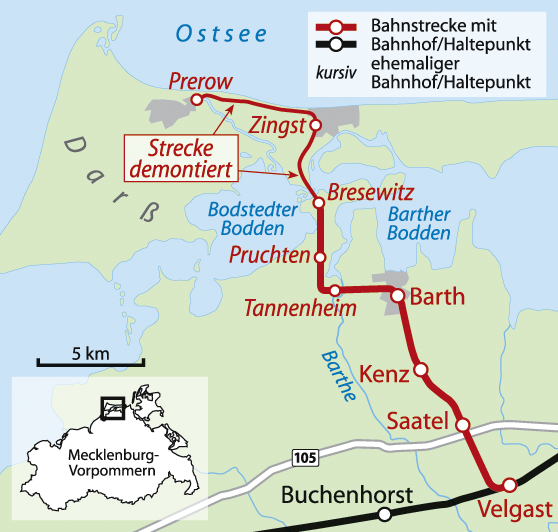
Bahnstrecke Velgast – Prerow

Werefkin hatte die „Villa Seestern“ im Ostseebad Prerow auf dem Darß als Erholungsort bestimmt. Die Eintragung in die Fremdenliste von 1911 lautet: „Frl. Exzell. v. Werefkin, Marianne, Rußland; Herr v. Jawlensky, Alex., Stabskapitän a. D., Rußland; Nesnakomoff, Helene und Sohn, Rußland.“ Auch die russischen Sommerfrischler brachten ihre eigene Köchin Helene Nesnakomoff mit, was bis zum Ersten Weltkrieg allgemein üblich war.
Die „Villa Seestern“ in der Waldstraße 13 war für damalige Verhältnisse recht komfortabel ausgestattet: fünf Zimmer, eine verglaste Veranda und eine Laube im Garten.

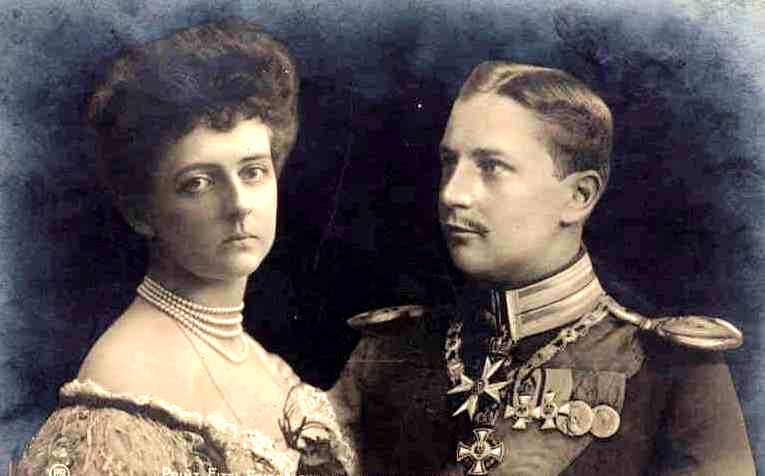
Prinz Eitel Friedrich von Hohenzollern und seine Braut Herzogin Sophie Charlotte von Oldenburg

Damals gehörte die Villa dem königlich preußischen Hauptfeuerwärter a. D., Gustav Krase. Als Zubrot zu seiner Pension wurde ihm gestattet, sein Haus an Badegäste zu vermieten. Insbesondere hatte er es für Mitglieder des Hofes von Prinz Eitel Friedrich freizuhalten. Denn diese „weilten nur bei königlichen Beamten.“ Dies war immer dann der Fall, wenn Eitel Friedrich sein Schloß in Esperort bei Born auf dem Darß besuchte, um zur Jagd zu gehen. Für die Orte Prerow und Ahrenshoop spielten er und seine Frau Sophie Charlotte, eine Malerin, eine wichtige Rolle. Baronin Werefkin, die mütterlicherseits durch ihre Verwandtschaft mit Eitel Friedrich verbunden war, genoss das Privileg, in der „Villa Seestern“ im Schutz seiner Hoheit zu logieren.

## Die Darßbahn
Prerow, das mit seinem Hafen, seiner Rettungsstation für Schiffbrüchige und seiner Navigationsschule während der Zeit der Segelschifffahrt zu gewissem Ansehen und Wohlstand gekommen war, erlebte am Ende des 19. Jahrhunderts mit dem Aufkommen der Dampfschiffahrt, einen wirtschaftlichen Niedergang. Um Prerow zu einem florierenden Seebadeort entwickeln zu können, benötigte man eine knapp dreißig Kilometer lange Schienenanbindung, um an das internationale Netz der Königlichen-Eisenbahn angeschlossen zu sein.
Nach zähem Ringen mit den Behörden bekam Prerow 1910 schließlich seine Bahn mit einem schönen modernen Bahnhof, direkt am Prerowstrom am Hafen, ganz in der Nähe der alten Seemannskirche. „Sehr spät, als Nachzügler, hatte Prerow mit der Eisenbahn Anschluß an eine Entwicklung des Seebades mit all seinen gesellschaftlichen Einrichtungen gefunden, das nach englischem Modell am Ende des 18. Jahrhunderts auch auf dem Kontinent Verbreitung gefunden hatte.“
„Am 1. Dezember 1910 wird die normalspurige Bahnstrecke Barth - Prerow als mit den Bahnhöfen Tannenheim, Pruchten, Bresewitz, Zingst und Prerow für den Personen-, Güter- und Gepäckverkehr sowie die Abfertigung von Leichen und lebenden Tieren eröffnet. - Ausgeschlossen ist auf den Bahnhöfen Tannenheim, Pruchten, Bresewitz und Zingst die Annahme von Fahrzeugen, Sprengstoffen und schweren Gegenständen, zu deren Ver- und Entladung eine Kopframpe erforderlich ist.“
„Nach dem Ende des zweiten Weltkrieges hatte Deutschland entsprechend dem Potsdamer Abkommen Reparationen an die UdSSR zu leisten. In diesem Zusammenhang wurde die Darßbahnstrecke demontiert.“